# アトランティック・レコード
アトランティック・レコード（Atlantic Recording Corporation、Atlantic Records）は、アメリカ合衆国のレコード・レーベル。
現在はワーナー・ミュージック・グループの傘下にある。

## 歴史
レーベルは、1947年にアーメット・アーティガンとハーブ・エイブラムソンによって設立された。アーティガンの父はトルコの外交官で駐米大使を務めていた。アーティガンは大使館の雑用係だった黒人クレオ・ペインから黒人音楽と文化を教えられる。少年時代に生でキャブ・キャロウェイやデューク・エリントンのコンサートを見られたこともアーメットの音楽志向に大きな影響を与えた。黒人音楽の魅力にとりつかれたアーメットは兄ネスヒとともに夜な夜なレコード店でジャズやブルースのレコードをあさるようになり、自分たちの心を震わせる黒人ジャズメンのコンサートを開きたいという願望を持つようになった。しかし当時のワシントンは南部と変わりないほど激しい人種差別が存在し、黒人と肩を並べて道を歩くのもはばかられるような状態だった。彼らはあきらめず、やがてトルコ大使館でデューク・エリントンやレスター・ヤングのコンサートを開くことに成功し、1947年にレーベルを創立した。エイブラムソンの退社後、アーティガンの兄であるネスヒ・アーティガンとジェリー・ウェクスラーが加わり、この3人によって運営された。
アトランティックは、R&Bやジャズのレーベルとして有名になった。アトランティックの初期のヒットメイカーとしては、ルース・ブラウンがおり、他には、ラヴァーン・ベイカーやボビー・ダーリンらがいた。1952年から1959年まではレイ・チャールズが契約しており、レーベルを牽引した。また、1950年代から60年代にかけてのサザン・ソウルの隆盛は、同社の存在を抜きにして語ることはできない。ジェリー・ウェクスラーやトム・ダウドなどの有名プロデューサーを輩出したことでも知られる。
1960年代当時は激しい公民権運動が巻き起こっている時代で、1960年代の中盤には黒人にも公民権が認められるようになったが、南部を中心とした地方では、黒人系の出入りするショットバー、プールバーなどと白人系の人々の出入りするバーは分かれていた。
また、ジュークボックス全盛の時代に黒人向けの各種バーなどで、アトランティック・レーベルのレコードがジュークボックスに入っていたことも、レコードの売り上げ増に貢献した。レーベルからはアレサ・フランクリン、ウィルソン・ピケットらの本物のソウルミュージックのヒット曲が次々に生まれた。
1960年代後半から徐々に白人ロックにも進出し、ブルー・アイド・ソウルのラスカルズ（当初はヤング・ラスカルズ）はアトランティック・レーベル、他はレーベル区分で当初はアトコ・レコードからシェール、バッファロー・スプリングフィールド、アイアン・バタフライ、アメリカ国内盤でクリームを、その後、イギリス現地法人設立など営業方針変更からレッド・ツェッペリン、クロスビー、スティルス&ナッシュなどをアトランティック・レーベルから送り出した。
1967年にワーナー・ブラザース＝セヴン・アーツ（後のワーナー・ブラザース・ディスカバリー）の傘下となった。またワーナー、エレクトラとともに葬儀屋、駐車場経営のキニー社傘下で、WEAグループという巨大企業の一部になったこともある。現在はワーナー・ミュージック・グループを代表するレーベルのひとつである。また、アメリカとアメリカ国外ではロゴが違う（アメリカのみ新ロゴを使用）。
日本盤はかつてはビクター・ワールド・グループ（日本ビクター）→ 日本グラモフォン（現：ユニバーサル ミュージック ジャパン）を経てワーナーブラザーズ・パイオニア → ワーナー・パイオニア → イーストウエスト・ジャパンが発売元だったが、同社がワーナーミュージック・ジャパン（以下WMJ）と合併したため、現在はWMJが発売元である。

## 沿革
- 1947年 アーメット・アーティガンとハーブ・エイブラムソンによってニューヨークに設立される。
- 1953年 ジェリー・ウェクスラーが入社。
- 1955年 ロサンゼルスのスパーク・レコードを買収し、リーバー&ストーラーを獲得。アトコ・レコードを創設。
- 1955年 ネスヒ・アーティガンが入社。
- 1961年 メンフィスのスタックス・レコードの全米配給権を得る。
- 1967年 ワーナー・セヴンアーツの傘下となる。
- 2004年 ワーナー・ミュージック・グループ内の組織再編により、エレクトラを吸収。

## 主な洋楽アーティスト
| - ウィルソン・ピケット - アレサ・フランクリン - エディ・フロイド - パーシー・スレッジ - ソロモン・バーク - クラレンス・カーター - アーサー・コンリー - カーラ・トーマス - ジョー・テックス - レイ・チャールズ - スピナーズ - ジャッキー・ムーア - スウィート・インスピレーションズ - ダニー・ハサウェイ - クライド・マクファター - ルース・ブラウン - ビッグ・ジョー・ターナー - ブッカー・T&ザ・MG's - ラヴァーン・ベイカー - コースターズ - ドリフターズ (アメリカ) - ベン・E・キング - サム&デイヴ - オーティス・レディング - ドン・コヴェイ - ザ・コーズ - レヴァート - ジャネール・モネイ - アヴェレイジ・ホワイト・バンド - シック - アン・ヴォーグ - エステル - ショーン・ポール - ミュージック・ソウルチャイルド - プリティー・リッキー - キャシー - シェリー・デニス - ロバータ・フラック - ディディ - ミッシー・エリオット - リル・キム - トニ・ブラクストン - オール・フォー・ワン - T.I. - オーネット・コールマン - ジョン・コルトレーン - モダン・ジャズ・カルテット（MJQ） - チャールズ・ミンガス | - ボビー・ダーリン - ヤング・ラスカルズ（ラスカルズ） (en:The Rascals) - バッファロー・スプリングフィールド - クリーム - クロスビー、スティルス&ナッシュ - ABBA - AC/DC - レッド・ツェッペリン - イエス - キング・クリムゾン - エマーソン・レイク・アンド・パーマー - ジェネシス - ピーター・ガブリエル - フィル・コリンズ - リンゴ・スター - ローラ・ブラニガン - ジュリアン・レノン - マリリン・マーティン - マイク・アンド・ザ・メカニックス - フォリナー - INXS - RATT - トゥイステッド・シスター - テスタメント - ホワイト・ライオン - MR. BIG - KIX - ウィンガー - スキッド・ロウ - メルヴィンズ - ストーン・テンプル・パイロッツ - コレクティヴ・ソウル - フーティー・アンド・ザ・ブロウフィッシュ - マッチボックス・トゥエンティ - ジェームス・ブラント - ジュエル - ハード・ファイ - コディ・シンプソン |

## 邦楽アーティスト
1970年代から1980年代にかけて、アトランティック・レーベルの配給権を保持していたワーナー・パイオニア（現：ワーナーミュージック・ジャパン） が、同レーベルから発売した邦楽アーティスト。ロックからムード歌謡まで幅広く手掛けている。
- ペドロ&カプリシャス（制作は芸音レコード）
- ファニー・カンパニー（桑名正博が在籍していたロックバンド）
- 秋庭豊とアローナイツ
- 大上留利子
- 森田童子
- 柳ジョージ
- 安岡力也（シングル「ホタテのロックン・ロール」のみ）
- LOUDNESS
- X JAPAN
- 森大輔
- THE YELLOW MONKEY

etc…

## Atlantic Japanの邦楽アーティスト
WMJのCEO小林 和之によって提唱され、アトランティック・レコードの基盤を残しつつ日本向けの音楽を目的としたレーベル。2015年9月15日より始動した。
- ウルフルズ
- 神様、僕は気づいてしまった
- Charisma.com
- yonawo

etc…

## サブ・レーベル
- アトコ・レコード
- コティリオン・レコード
- イースト・ウエスト・レコード
- 143 レコード
- スワンソング・レコード
- バッド・ボーイ・レコード
- G-Recs
- ボルテックス・レコード

## 書籍
- 『アトランティック・レコード物語』、早川書房
- 『ジャズ名門レーベル大事典 Swing Journal　1999年5月臨時増刊』スイングジャーナル社、1999年、274頁。